# Třída U 93
Třída U 93 byla třída ponorek německé Kaiserliche Marine z období první světové války. Celkem bylo rozestavěno 38 jednotek této třídy, z nichž bylo 24 dokončeno (dvě až po válce). Ve službě u německého námořnictva byly v letech 1917–1918. Sedm ponorek bylo za války ztraceno. Po válce přeživší čluny získaly vítězné mocnosti (Francie, Itálie, USA a Velká Británie).

## Stavba
Do stavby této třídy se zapojily německé loděnice Germaniawerft v Kielu a Bremer Vulkan ve Vegesacku. Celkem bylo rozestavěno 38 jednotek této třídy.
Jednotky třídy U 93:
| Jméno | Loděnice                                      | Založení kýlu | Spuštění na vodu   | Vstup do služby | Osud                                                                                       |
| ----- | --------------------------------------------- | ------------- | ------------------ | --------------- | ------------------------------------------------------------------------------------------ |
| U 93  | Germaniawerft, Kiel                           | 1915          | 15. prosince 1916  | únor 1917       | V lednu 1918 ztracena v Lamanšském průlivu.                                                |
| U 94  | Germaniawerft, Kiel                           | 1915          | 5. ledna 1917      | březen 1917     | Roku 1918 předána Velké Británii, sešrotována.                                             |
| U 95  | Germaniawerft, Kiel                           | 1915          | 20. ledna 1917     | duben 1917      | Dne 7. ledna 1918 se potopila v Lamanšském průlivu po kolizi s lodí SS Braeneil.           |
| U 96  | Germaniawerft, Kiel                           | 1916          | 15. února 1917     | duben 1917      | Roku 1918 předána Velké Británii, sešrotována.                                             |
| U 97  | Germaniawerft, Kiel                           | 1916          | 4. dubna 1917      | květen 1917     | Dne 21. listopadu 1918 ztracena v Severním moři.                                           |
| U 98  | Germaniawerft, Kiel                           | 1916          | 28. února 1917     | květen 1917     | Roku 1918 předána Velké Británii, sešrotována.                                             |
| U 105 | Germaniawerft, Kiel                           | 1916          | 16. května 1917    | červenec 1917   | Roku 1918 předána Francii, zařazena jako Jean Autric.                                      |
| U 106 | Germaniawerft, Kiel                           | 1916          | 12. června 1917    | červenec 1917   | Dne 8. října 1917 potopena v Severním moři.                                                |
| U 107 | Germaniawerft, Kiel                           | 1916          | 28. června 1917    | srpen 1917      | Roku 1918 předána Velké Británii, sešrotována.                                             |
| U 108 | Germaniawerft, Kiel                           | 1916          | 11. října 1917     | prosinec 1917   | Roku 1918 předána Francii, zařazena jako Léon Mignot.                                      |
| U 109 | Germaniawerft, Kiel                           | 1916          | 25. září 1917      | listopad 1917   | Dne 26. ledna 1918 potopena v Lamanšském průlivu minami a britským trawlerem Beryl III.    |
| U 110 | Germaniawerft, Kiel                           | 1916          | 28. července 1917  | září 1917       | Dne 15. března 1918 potopena v Atlantiku britskými torpédoborci HMS Moresby a HMS Michael. |
| U 111 | Bremer Vulkan, Vegesack / Germaniawerft, Kiel | 1916          | 5. září 1917       | prosinec 1917   | Roku 1918 předána USA.                                                                     |
| U 112 | Bremer Vulkan, Vegesack / Germaniawerft, Kiel | 1916          | 26. října 1917     | červen 1918     | Roku 1918 předána Velké Británii, sešrotována.                                             |
| U 113 | Bremer Vulkan, Vegesack / Germaniawerft, Kiel | 1916          | 29. září 1917      | únor 1918       | Roku 1918 předána Francii.                                                                 |
| U 114 | Bremer Vulkan, Vegesack / Germaniawerft, Kiel | 1916          | 27. listopadu 1917 | červen 1918     | Roku 1918 předána Itálii.                                                                  |
| U 160 | Bremer Vulkan, Vegesack                       | 1917          | 27. února 1918     | květen 1918     | Roku 1918 předána Francii.                                                                 |
| U 161 | Bremer Vulkan, Vegesack                       | 1917          | 23. března 1918    | červen 1918     | Roku 1918 předána Velké Británii, sešrotována.                                             |
| U 162 | Bremer Vulkan, Vegesack                       | 1917          | 20. dubna 1918     | červenec 1918   | Roku 1918 předána Francii, zařazena jako Pierre Marrast.                                   |
| U 163 | Bremer Vulkan, Vegesack                       | 1917          | 1. června 1918     | srpen 1918      | Roku 1918 předána Itálii.                                                                  |
| U 164 | Bremer Vulkan, Vegesack                       | 1917          | 7. srpna 1918      | říjen 1918      | Roku 1918 předána Velké Británii, sešrotována.                                             |
| U 165 | Bremer Vulkan, Vegesack                       | 1917          | 21. srpna 1918     | listopad 1918   | Ztracena dne 18. listopadu 1918 před předáním Spojencům na řece Vereře.                    |
| U 166 | Bremer Vulkan, Vegesack                       | 1917          | 6. září 1918       | březen 1919     | Dokončena pro Francii, zařazena jako Jean Roulier.                                         |
| U 167 | Bremer Vulkan, Vegesack                       | 1917          | 28. září 1918      | duben 1919      | Dokončena pro Velkou Británii.                                                             |
| U 168 | Bremer Vulkan, Vegesack                       | 1917          | 19. října 1918     | –               | Stavba zrušena, sešrotována.                                                               |
| U 169 | Bremer Vulkan, Vegesack                       | 1917          | 15. listopadu 1918 | –               | Stavba zrušena, sešrotována.                                                               |
| U 170 | Bremer Vulkan, Vegesack                       | 1917          | 1918               | –               | Stavba zrušena, sešrotována.                                                               |
| U 171 | Bremer Vulkan, Vegesack                       | 1917          | 1918               | –               | Stavba zrušena, sešrotována.                                                               |
| U 172 | Bremer Vulkan, Vegesack                       | 1917          | 1918               | –               | Stavba zrušena, sešrotována.                                                               |
| U 201 | Bremer Vulkan, Vegesack                       | 1918          | –                  | –               | Stavba zrušena, sešrotována.                                                               |
| U 202 | Bremer Vulkan, Vegesack                       | 1918          | –                  | –               | Stavba zrušena, sešrotována.                                                               |
| U 203 | Bremer Vulkan, Vegesack                       | 1918          | –                  | –               | Stavba zrušena, sešrotována.                                                               |
| U 204 | Bremer Vulkan, Vegesack                       | 1918          | –                  | –               | Stavba zrušena, sešrotována.                                                               |
| U 205 | Bremer Vulkan, Vegesack                       | 1918          | –                  | –               | Stavba zrušena, sešrotována.                                                               |
| U 206 | Bremer Vulkan, Vegesack                       | 1918          | –                  | –               | Stavba zrušena, sešrotována.                                                               |
| U 207 | Bremer Vulkan, Vegesack                       | 1918          | –                  | –               | Stavba zrušena, sešrotována.                                                               |
| U 208 | Bremer Vulkan, Vegesack                       | 1918          | –                  | –               | Stavba zrušena, sešrotována.                                                               |
| U 209 | Bremer Vulkan, Vegesack                       | 1918          | –                  | –               | Stavba zrušena, sešrotována.                                                               |

## Konstrukce

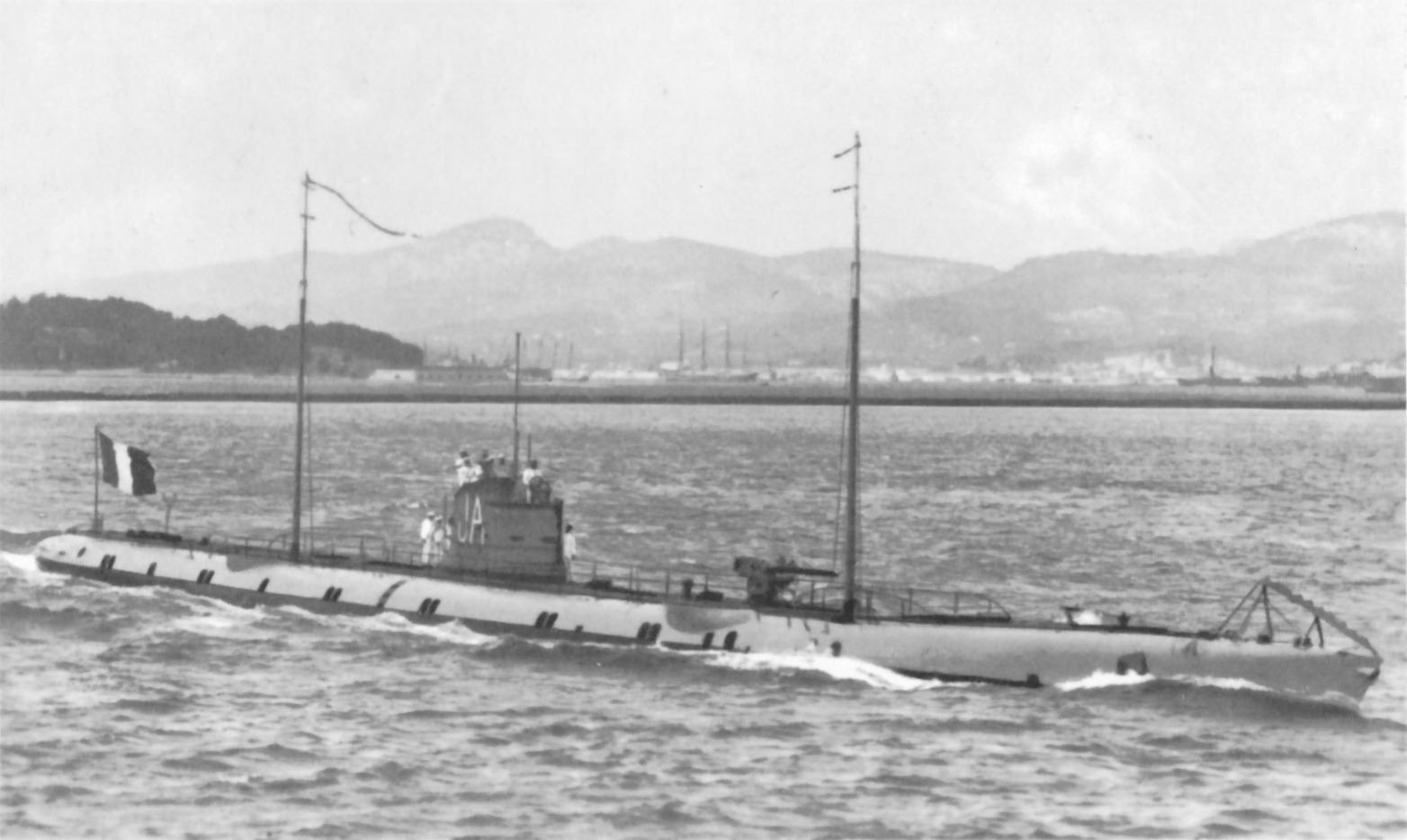
Francouzská ponorka Jean Autric (ex U 105)

Základní výzbroj ponorek U 93–U 95 představoval jeden 88mm kanón TK L/30 C/08) a u ostatních ponorek jeden kanón 105mm kanón KL/45. Ponorky nesly šest 500mm torpédometů (čtyři příďové a dva záďové) se zásobou 12 torpéd. Zásoba torpéd byla u některých ponorek za války zvětšena až na 16 kusů. Základní Pohonný systém tvořily dva šestiválcové diesely MAN o výkonu 2400 bhp a dva elektromotory SSW o výkonu 1200 shp, pohánějící dva lodní šrouby. Nejvyšší rychlost dosahovala 16,8 uzlu na hladině a 8,6 uzlu pod hladinou. Dosah byl 8300 námořních mil při rychlosti 8 uzlů na hladině a 50 námořních mil při rychlosti 5 uzlů pod hladinou. Operační hloubka ponoru dosahovala 50 metrů. Ponoření trvalo 66 vteřin.

### Modifikace
Část ponorek se lišila svým pohonným systémem. Ponorky U 96–U 98 a U 111–U 114 poháněly diesely Germania o výkonu 2300 bhp, ponorky z loděnice Bremer Vulcan měly elektromotory o výkonu 1230 shp.